# Marta Šilarová

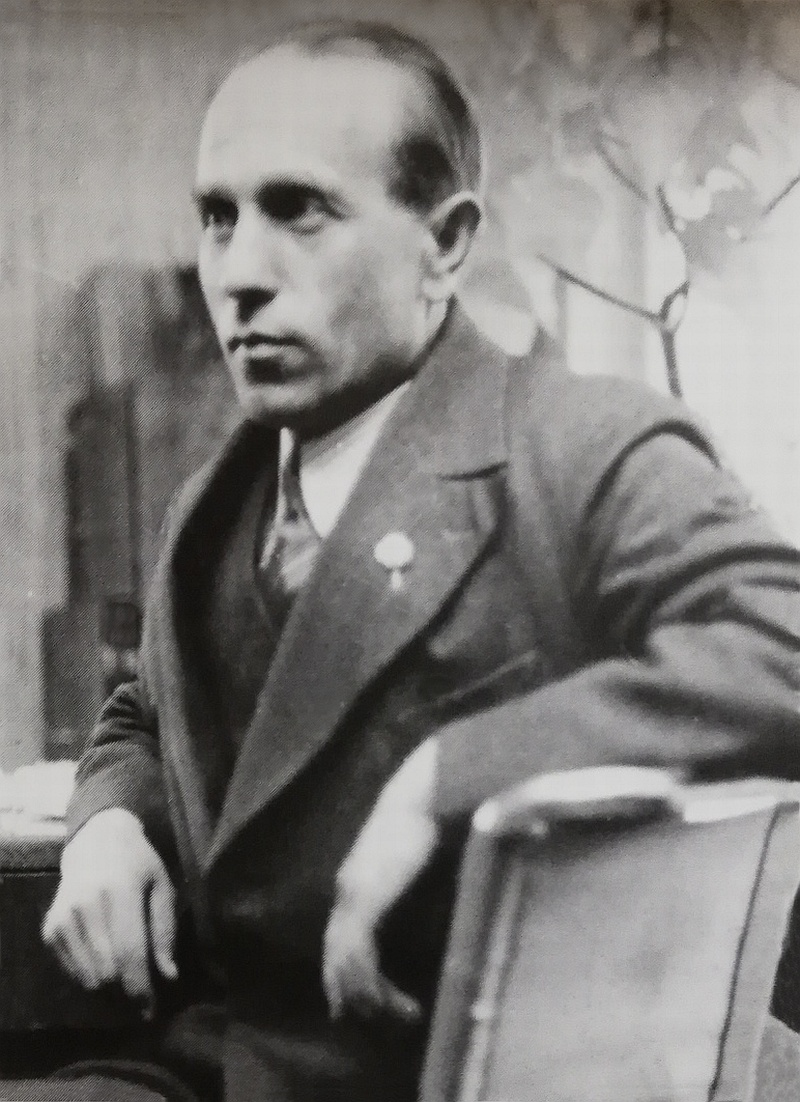
Její manžel Bedřich Šilar

Marta Šilarová, rozená Nekvindová (2. října 1905 Krouna – 26. ledna 1943 Mauthausen), byla účastnice 2.odboje, která zahynula v koncentračním táboře v Mauthausenu jako jedna z obětí heydrichiády kvůli ubytování parašutisty ze skupiny Intransitive.

## Život
Marta Nekvindová se narodila ve východních Čechách v obci Krouna u Hlinska do evangelické rodiny. Vdala se za Bedřicha Šilara a přestěhovala se do Němčí u Chocně, kde měla rodina hospodářství. Starala se o něj a o své 4 děti společně s 75letým tchánem. Její muž pracoval jako úředník u firmy Hynek Gotwald v Brandýse nad Orlicí, která měla za 2.světové války například dodávat moskytiéry pro Erwina Rommella či sedačky do letadel Luftwaffe.

## Heydrichiáda
K zatčení Marty Šilarové došlo během Heydrichiády 4. července 1942, její muž byl zatčen již 1. července 1942 kvůli přechovávání parašutisty ze skupiny Intransitive. Její dva členové Václav Kindl a Bohuslav Grabovský se po opuštění seskokové lokality na Rožmitálsku v noci z 29. dubna na 30. dubna 1942 vypravili do východních Čech, kde měli kontakty na spolupracovníky obdržené již v Londýně. Kindl zamířil do Zaječice za starostou Bílkem, Grabovský byl zpočátku v Chrasti u Stanislava Dejdara a Antonína Mandíka. Oba výsadkáři se později přesunuli na Moravu a také se stali různou mírou spolupracujícími konfidenty gestapa.
Manželé Šilarovi byli nejprve vězněni a vyslýcháni na gestapu v Pardubicích, později je převezli do věznice na pražský Pankrác. Odtud je odvezli do policejní věznice v Malé pevnosti Terezín a poté byli 15. ledna 1943 hromadně (s dalšími zatčenými) deportování do koncentračního tábora Mauthausenu. Popraveni byli 26. ledna 1943, Bedřich Šilar střelou z malorážní pistole do týla v odstřelovacím koutě mauthausenského „bunkru“, Marta Šilarová v 16.15 (spolu s dalšími ženami) v plynové komoře.

## Děti
Jejich 4 děti – Miluše, které bylo 11let, Jiří, jenž měl v té době 10let, Slávek, který byl osmiletý, a čtyřletý Milan – byli po zatčení rodičů ušetřeny perzekucí či odvlečení na převýchovu do Německa pravděpodobně díky německy mluvícímu starostovi obce Janovi Stoupeneckému, který měl přesvědčit gestapo. Zůstaly žít v obci nejprve s dědem a s pomocí sousedů, později se o ně starala i sestra Marty Šilarové, Marie Nekvindová z Krouny, která byla její dvojče, a neměla vlastní rodinu. Byla těžce tělesně postižená, děti vychovávala až do jejich dospělosti. Po válce děti dostaly dohromady sirotčí důchod 180 Kč.

## Vyznamenání in memoriam
Marta Šilarová i její muž obdrželi 25. září 1946 Československý válečný kříž in memoriam.

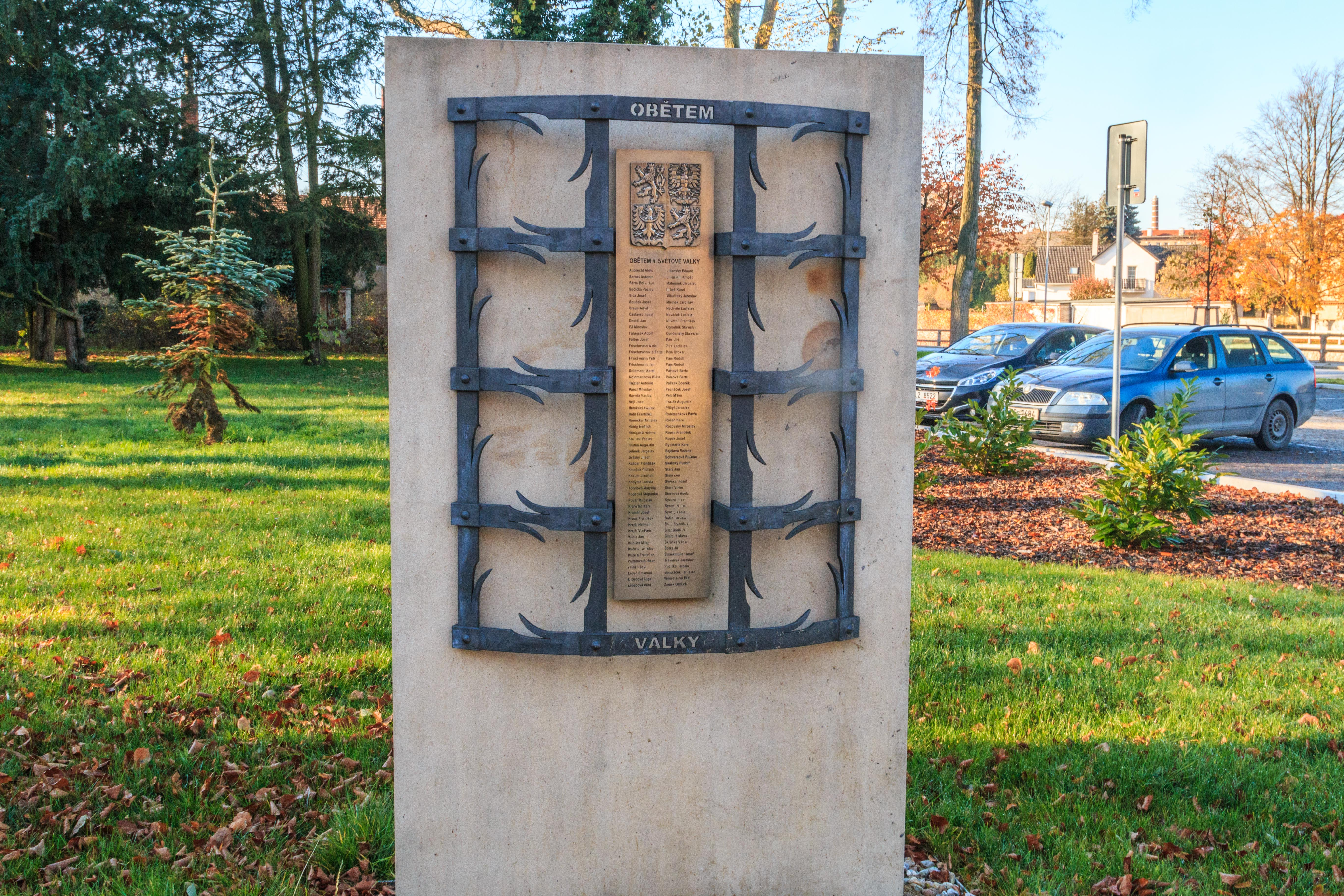
Plaketa obětem II. světové války v Chocni
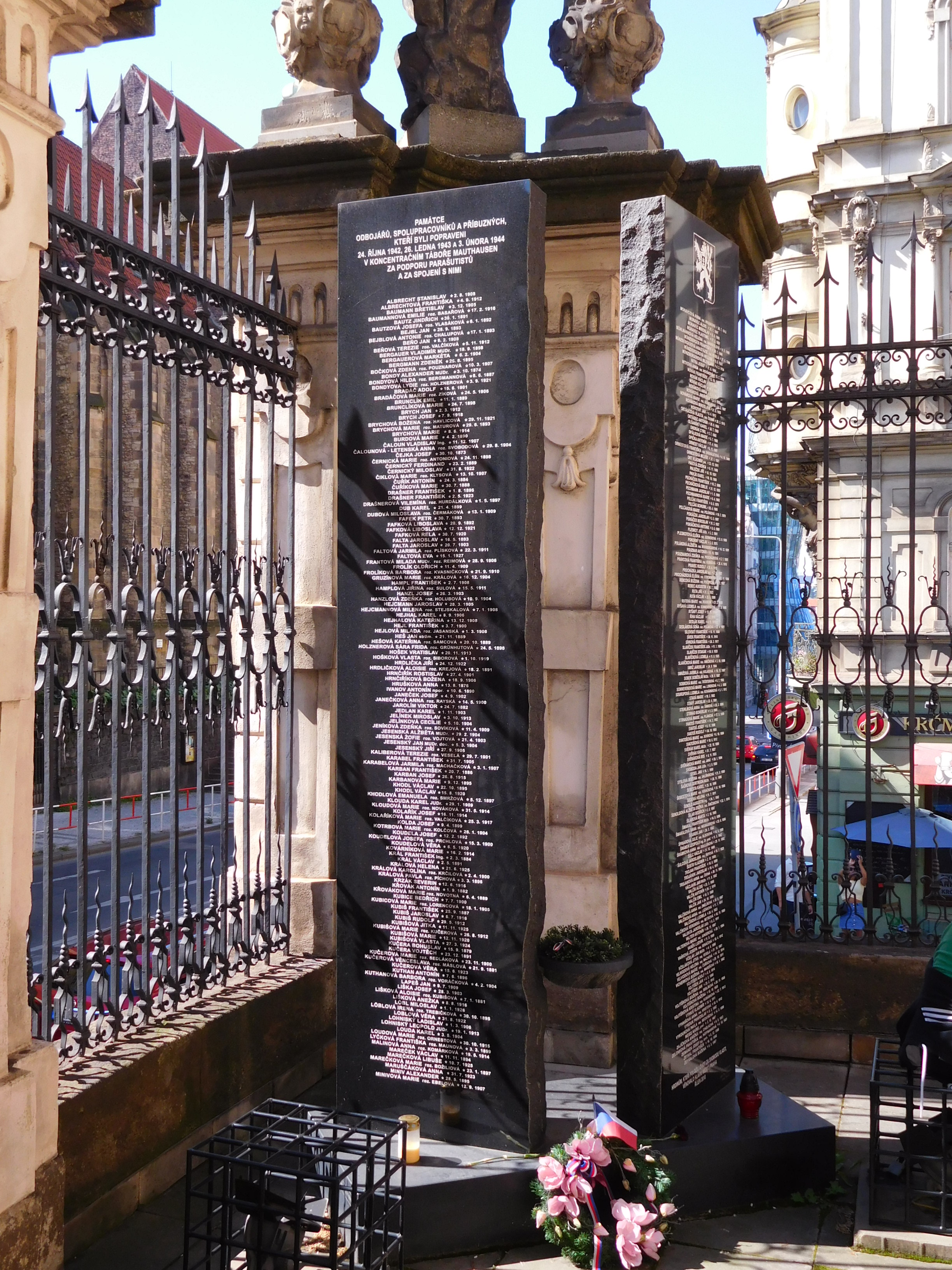
Pomník odbojářům popraveným a umučeným v souvislosti s operací Anthropoid (Resslova ulice, Praha - Nové Město)
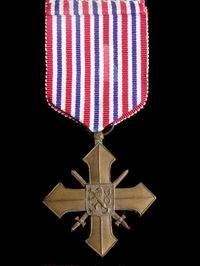
Československý válečný kříž 1939